# Punch (film)
Punch è un film del 2022 diretto da Welby Ings, al suo debutto alla regia.

## Trama
Jim è un pugile diciassettenne che vive in una piccola città della Nuova Zelanda. Mentre si prepara al suo primo combattimento professionale, il ragazzo stringe amicizia con Whetu, un ragazzo Maori gay che trascorre le sue giornate in una vecchia baracca vicino alla spiaggia con il suo cane Moimoi e sogna di lasciare la città per diventare un musicista.

## Produzione
La produzione del film è iniziata ad Auckland, Nuova Zelanda, nel novembre 2020 e, contestualmente, è stata annunciata la presenza nel cast di Tim Roth.  Nel luglio 2021, è stato annunciato che la produzione del film era terminata.

## Distribuzione
Il film è stato presentato in anteprima al New Zealand International Film Festival del 2022.

## Accoglienza
Il film ha una valutazione del 78% su Rotten Tomatoes sulla base di 19 recensioni.

## Riconoscimenti
- 2023 - Glasgow Film Festival
  - Candidatura all'Audience Award